# Gisela Medefindt
Gisela Medefindt (* 16. März 1957 in Burg bei Magdeburg) ist eine ehemalige Ruderin aus der Deutschen Demokratischen Republik.
Medefindt vom SC Berlin-Grünau gewann 1974 die DDR-Meisterschaft im Doppelvierer und wurde zusammen mit Rita Schmidt-Köppen Zweite im Doppelzweier. Bei den Ruder-Weltmeisterschaften 1974 starteten Schmidt-Köppen und Medefindt im Doppelzweier und belegten den dritten Platz. 1975 wurden die beiden Dritte bei den DDR-Meisterschaften, wobei ihre Vereinskameradinnen Petra Boesler und Sabine Jahn den Titel gewannen und später WM-Silber holten. 1976 siegte Gisela Medefindt bei den DDR-Meisterschaften im Einer und zusammen mit Petra Donner im Doppelzweier, allerdings waren die für die Olympischen Spiele in Montreal nominierten Ruderinnen bei den DDR-Meisterschaften nicht am Start. 1977 gewann Medefindt den DDR-Meistertitel im Doppelvierer; 1978 folgten gleich drei Medaillen: Gold im Doppelzweier, Silber im Einer und Bronze im Doppelvierer.
Bei den Olympischen Spielen 1980 in Moskau trat der DDR-Doppelvierer im Vorlauf mit Jutta Ploch, Gisela Medefindt, Sybille Reinhardt, Roswietha Zobelt und Steuerfrau Liane Buhr an, während Jutta Lau nicht eingesetzt wurde. Da insgesamt nur sieben Boote am Start waren, genügte es für die Finalqualifikation, unter die besten sechs Boote zu gelangen: Der Doppelvierer der DDR fuhr die drittbeste Zeit. Für den Hoffnungslauf und das Finale kehrte Jutta Lau in das Boot zurück, da Gisela Medefindt verletzungsbedingt nicht teilnehmen konnte. Im Finale siegte das Boot aus der DDR knapp vor dem Boot aus der UdSSR. Bei späteren Olympischen Spielen wäre Gisela Medefindt für ihren Vorlauf-Einsatz ebenfalls mit einer Goldmedaille geehrt worden, diese Regelung war 1980 allerdings noch nicht in Kraft.